# Desa Bojongloa (administrativ by i Indonesien, lat -6,73, long 107,95)
Desa Bojongloa är en administrativ by i Indonesien.   Den ligger i provinsen Jawa Barat, i den västra delen av landet, 130 km öster om huvudstaden Jakarta.